# Nyctemera daimia
Nyctemera daimia là một loài bướm đêm thuộc phân họ Arctiinae, họ Erebidae.